# Amt Stavenhagen
La comunità amministrativa di Stavenhagen (Amt Stavenhagen) si trova nel circondario della Seenplatte del Meclemburgo nel Meclemburgo-Pomerania Anteriore, in Germania.

## Suddivisione
Comprende i seguenti comuni (abitanti il 31 dicembre 2022):
1. Bredenfelde (182)
2. Briggow (314)
3. Grammentin (249)
4. Gülzow (405)
5. Ivenack (807)
6. Jürgenstorf (952)
7. Kittendorf (287)
8. Knorrendorf (539)
9. Mölln (533)
10. Ritzerow (373)
11. Rosenow (1 008)
12. Stavenhagen, Città * (5 803)
13. Zettemin (267)

Il capoluogo è Stavenhagen.